# El concierto (álbum de Yuri)
El Concierto es el segundo álbum en vivo realizado por la cantante mexicana de pop latino Yuri lanzado al mercado en el año 2009 por su nueva casa disquera Warner Music.  Es un disco de éxitos grabado en sus éxitos conciertos realizados en el Auditorio Nacional en la Ciudad de México el 11 y 12 de septiembre de 2009.

## Antecedentes
En el año 2009 Yuri, y debido al reconocimiento del público a la gran producción y calidad en sus anteriores conciertos, se presentá en el Auditorio Nacional el 14 de febrero y 26 de marzo con llenos totales.  Debido a las bajas ventas de su disco anterior y termina su contrato con Televisa EMI Music; pero al ver el éxito que tiene en sus presentaciones, la discográfica Warner Music se acerca a la artista para comenzar las pláticas sobre el acuerdo de un contrato por tres discos, la cual Yuri acepta.
El 9 de junio de 2009, Yuri anuncia que se ha convertido en madre: debido a la adopción de una niña de 7 meses llamada Camila.
Yuri, apoyada por su nueva compañía discográfica, Warner Music comienza la producción de una serie de presentaciones; presentándose nuevamente el 11 y 12 de septiembre, así como el 27 de noviembre, en el Auditorio Nacional, con llenos totales.

## Realización y promoción
El 20 de octubre se publicó un CD-DVD de sus presentaciones en el Auditorio Nacional, llamado "El Concierto", y Yuri comienza un tour de conciertos en varias ciudades de la República Mexicana, llevando su producción de vestuario y bailarines y retomando así a su público "ochentero".  Se registran llenos totales en todas las plazas que visita.

## Recepción
El álbum 'El Concierto' logra un buen éxito, consiguiendo ser catalogado como disco de oro. a las pocas semanas de su lanzamiento por la venta de más de 350.000 copias.
Así mismo, resulta ganadora del galardón Lunas del Auditorio como "Mejor show balada", que presenta con rotundo éxito a fines de noviembre en el Auditorio Telmex de Guadalajara y, por quinta ocasión en el año, en el Auditorio Nacional.

## Lista de canciones
| CD  | |          |  |
| N.º | Título | Duración |  |
| 1.  | «Mueve tu cuerpo»                                                                                          |          |  |
| 2.  | «Yo te pido amor»                                                                                          |          |  |
| 3.  | «¿Qué te pasa?»                                                                                            |          |  |
| 4.  | «Tiempos mejores»                                                                                          |          |  |
| 5.  | «¿Y tú cómo estás?»                                                                                        |          |  |
| 6.  | «Estoy enamorada»                                                                                          |          |  |
| 7.  | «El espejo»                                                                                                |          |  |
| 8.  | «Pop 90's (Quiero volver a empezar / Así es la vida / Mi vecina / Hombres al borde de un ataque de celos)» |          |  |
| 9.  | «Maldita Primavera»                                                                                        |          |  |
| 10. | «Es ella más que yo»                                                                                       |          |  |
| 11. | «Pop Baladas 1 (No puedo más / Ya no vives en mi / Un corazón herido)»                                     |          |  |
| 12. | «El apagón»                                                                                                |          |  |
| 13. | «Cuando baja la marea»                                                                                     |          |  |
| 14. | «Hola» |          |  |

| DVD | |          |  |
| N.º | Título | Duración |  |
| 1.  | «Mueve tu cuerpo»                                                                                          |          |  |
| 2.  | «Amiga mía»                                                                                                |          |  |
| 3.  | «¿Qué te pasa?»                                                                                            |          |  |
| 4.  | «Detrás de mi ventana»                                                                                     |          |  |
| 5.  | «Es ella más que yo»                                                                                       |          |  |
| 6.  | «Pop Baladas 1 (Este amor ya no se toca / Dame un beso / Yo te amo, te amo)»                               |          |  |
| 7.  | «De que te vale fingir»                                                                                    |          |  |
| 8.  | «Estoy enamorada»                                                                                          |          |  |
| 9.  | «Yo te pido amor»                                                                                          |          |  |
| 10. | «Tiempos mejores»                                                                                          |          |  |
| 11. | «¿Y tú cómo estás?»                                                                                        |          |  |
| 12. | «Maldita Primavera»                                                                                        |          |  |
| 13. | «El apagón»                                                                                                |          |  |
| 14. | «El espejo»                                                                                                |          |  |
| 15. | «Cuando baja la marea»                                                                                     |          |  |
| 16. | «Pop Baladas 2 (No puedo más / Ya no vives en mi / Un corazón herido)»                                     |          |  |
| 17. | «Pop 90's (Quiero volver a empezar / Así es la vida / Mi vecina / Hombres al borde de un ataque de celos)» |          |  |
| 18. | «Hola» |          |  |